# Embret Mellesmo
Embret Mellesmo, né le 19 février 1887 et mort le 30 janvier 1963, est un coureur du combiné nordique et fondeur norvégien.

## Biographie
Originaire d'Alvdal, il représente le club local dans les compétitions, y compris le Festival de ski d'Holmenkollen, où il termine deuxième du combiné nordique en 1913. En 1914, il devient champion de Norvège de combiné nordique et en 1915 champion de Norvège sur le trente kilomètres en ski de fond.
Pour ses performances, il est récompensé par la Médaille Holmenkollen en 1915.
Il est par la suite propriétaire d'un hôtel à Alvdal et entreprend sa rénovation.